# 德魯·皮爾斯
德魯·皮爾斯（英語：Drew Pearce，1975年8月24日—）是一名英国编剧和电影制片人。他最著名的作品是创造了著名的英国电视喜剧《另类超人》，他是《鋼鐵人3》的编剧之一，和《不可能的任務：失控國度》的故事作家。
2017年他首次导演了《犯罪急診室》，一部内容是关于一座给犯罪份子专用的秘密医院的未来式惊险片。

## 早年生活
德魯·皮爾斯在艾希特大學时的第一份工作是在The Face杂志做编辑。
2000年到2004年间皮爾斯在一个伦敦的流行乐队里做主歌手和吉他手。

## 生涯

### 电视

#### 另类超人
2007年皮爾斯创作了情景喜剧《另类超人》。这个系列的内容是一群不成功的超级英雄在他们下班后的以及专为英雄服务的俱乐部里的生活。整个系列于2008年拍摄，并于同年10月播放。它是ITV2的第一部自己制作的情景喜剧。在媒体里它获得普遍好评，并获得许多追随者。《泰晤士报》说异类英雄“步骤快，有趣，小巧。创作者和编剧德魯·皮爾斯制造了一群热心的梦想王位者。”该剧被提名为2008年的英国喜剧奖。
2009年ABC请德魯·皮爾斯创作一部另类英雄的美国版電視試播。3月公布小弗雷迪·普林斯将扮演A列超级英雄无限，保羅·坎貝爾、阿莉尔·凯贝尔等将扮演B列英雄。乔什·盖德将扮演马力，这些英雄们在英雄学校的前同学。试播播放后电视台决定不把试播发展成系列。

### 电影

#### 编剧
2010年漫威影业雇皮爾斯给《離家童盟》写电影剧本。皮爾斯因此搬到好莱坞。这部漫画的原作者是布萊恩·K·沃恩和艾德里安·阿佛納。次年10月这个计划搁浅。2013年9月皮爾斯结束说计划搁浅的原因是因为《復仇者聯盟》太成功了。数年后《離家童盟》被拍成一个Hulu的网上电视连续剧。
皮爾斯与漫威影业的合作并未因此停止。2011年3月漫威影业宣布皮爾斯将与导演沙恩·布莱克一起给《鋼鐵人3》写剧本。布莱克说他们的计划不是“两个身穿钢铁衣着的人互打”而是钢铁人对付真实世界式的坏人，是一部“湯姆·克蘭西式”的惊险片。皮爾斯补充说他们将改变空间和魔术，把《钢铁人3》拍成一个比《复仇者联盟》更现实的“科技惊险片”。剧本主要来自華倫·艾利斯2005年到2006年为《钢铁人》漫画系列写的故事。
《钢铁人3》获得批评家的好评，也很赚钱，在全球共赚120亿，是2013年盈利第二高的电影，也是2013年在美国盈利第二高的电影。它是电影史上第16部盈利超过10亿美元的电影，在第一个星期内盈利是整个电影史上第九高的。
皮爾斯继续在众多不同项目里作为编剧工作。派拉蒙影業宣布皮爾斯将编写DC漫畫《The Mighty》。皮爾斯还改写了吉勒摩·戴托羅的科幻惊险片《环太平洋》，不过他的改变没有署名。2011年10月他被雇佣写小勞勃·道尼主演的《福爾摩斯》系列的第三部电影。次年他被雇用改善传奇影业《哥斯拉》更新版的剧本。
2013年8月派拉蒙影業宣布将拍摄第五部《不可能的任務》系列电影，其剧本就是皮爾斯写的。皮爾斯与导演克里斯托夫·迈考利一起会审了剧本后，电影被定名为《不可能的任務：失控國度》。这部电影在美国和加拿大共收入1.95亿美元，在其它国家总收入4.877美元，共计全球6.827美元。它获得批评家好评，在基于291篇评论在爛番茄上获得93%的总分，其平均评分为7.5/10。网站的评价为“《不可能的任務：失控國度》继续该系列的惊险重现，证明了湯姆·克魯斯依然是一名无比的惊险明星。”
2015年，作为对女性为主的《魔鬼剋星》皮尔斯开始写一部以男子为主的新《魔鬼克星》电影。索尼决定制片，并把系列的原始建筑师伊万·雷特曼、丹·艾克洛德和罗素兄弟带入班组。查尼·泰坦也参加制作。
皮尔斯继续与派拉蒙影業合作，他开始写一部新电影的剧本。这部电影叫《婚礼刺》，它基于《大西洋杂志》的一篇文章，讲的是[[弗林特 (密西根州)|密西根州弗林特的警察计划了一个叫做刺行动的计划用一个假婚礼把市内所有的贩毒者聚集到一处。
皮尔斯与傑森·席格爾一起计划了第三部樂高玩電影。2015年3月华纳兄弟宣布其动画部门开始拍摄这部电影。本来皮尔斯和席格尔打算一起编剧和导演这部电影，但是两人后来都决定不干。2018年2月8日原导演离开该片的制作后他们又回来。这部电影计划在2019年发布。

#### 吾王万岁
在制作《钢铁人3》的时候皮尔斯和制片人斯蒂芬·布鲁萨德产生了拍一部关于滿大人这个角色的短片的主意。漫威影业和顾问喬斯·溫登都觉得这是一个好主意。本·金斯利也同意再扮演这个角色。皮尔斯受命编剧和导演这部名为《吾王万岁》的短片。皮尔斯希望这部短片的故事可以在未来扩充成长的电影或者电视连续剧。他决定短片的动作要像漫画里的那样“真实和残暴”。短片主要是在洛杉矶拍的，其中山姆·洛克威尔的镜头是在多伦多拍的，背景是画的，使得它类似洛杉矶的镜头。
2014年2月4日《吾王万岁》随《雷神2：黑暗世界》的数据下载一同发行。2014年2月25日搭配雷神2的藍光光碟发行。IGN的批评家给《吾王万岁》10分里的9.4分，说这部电影里“一个可爱的倒霉鬼重现，对于漫威电影宇宙来说是向前跨了一步。其中的转折既可以满足满大人的喜爱者也可以满足憎恨他的人。但是皮尔斯结合了武打片的内容和轻松的气氛使得它获得了一个突然和引入的转折。”

#### 犯罪急診室
皮尔斯第一部自己导演的电影是《犯罪急診室》。他也是电影的编剧。电影的背景是一座未来的秘密，只有成员才能进入的专给犯罪分子服务的医院。在2017年柏林国际电影节上狮门娱乐获得了电影的国际发行权，威廉·莫里斯奋进则获得北美发行权。
获得过两次奥斯卡金像奖的茱迪·科士打主演。其他演员包括斯特林·K·布朗、巴帝斯塔、蘇菲亞·波提拉、傑夫·高布倫、珍妮·斯蕾特、查理·戴、沙查·昆圖等。电影从2017年5月开始在洛杉矶拍摄。2018年6月8日在北美由开路影业发行。

### 音乐錄影帶
2012年3月皮尔斯导演了一部音樂錄影帶，2019年11月这部影片在YouTube上已有465万次观看。皮尔斯还导演过其它音乐錄影帶。

### 其它作品
2007年皮尔斯为E4编剧和导演过一部电视短剧，其内容是一部两幕音乐剧，但是其内容不适合给他们看的孩子们。
皮尔斯还为其它电视连续剧写过剧本和做过导演。